# Friedrich von Schilling
Friedrich von Schilling (* 1584 auf Schloss Hartlieb bei Breslau (heute Wrocław); † 9. Oktober 1637 in Köthen) war ein deutscher Gelehrter.

## Leben
Friedrich war der Sohn des Breslauer Ratsherrn Daniel von Schilling und dessen Ehefrau Helena Sauermann von Jakschönau.
In den Jahren von 1597 bis 1598 studierte er an der Universität Altdorf und anschließend bis 1600 an der Universität Tübingen. Laut Matrikelverzeichnis immatrikulierte er sich am 9. April 1602 für ein Semester an der Universität Marburg.
Nach dem Studium begann Schilling eine der ausgedehntesten Kavaliersreisen in der Geschichte. Er bereiste zwölf Jahre lang Deutschland, die Niederlande, Großbritannien (einschließlich Schottland und Irland), Ungarn, Frankreich, Spanien, Italien, Griechenland, Türkei, Rumänien und fast den gesamten Nahen Osten. Seine Rückreise führte ihn über Polen, Schweden, Norwegen und Dänemark wieder nach Hause.
Friedrich von Schilling war auch ein Sprachgenie. Er konnte neben Latein sich auch in vielen Ländern, welche er bereiste, in der Landessprache verständigen.
Ostern 1617, kurz nach seiner Rückkehr, berief ihn Fürst Ludwig I. von Anhalt-Köthen zum Hofmeister seines Sohnes Ludwig der Jüngere von Anhalt-Köthen. Zwei Jahre später nahm Fürst Ludwig I. von Anhalt-Köthen Schilling in die Fruchtbringende Gesellschaft auf. Er verlieh diesem den Gesellschaftsnamen der Langsame und die Devise in rechter Zeit. Als Emblem wurde Schilling ein ausschlagender oder grünender Maulbeerbaum (Morus alba L.) zugedacht. Im Köthener Gesellschaftsbuch findet sich Schillings Eintrag unter der Nr. 21. Mehr ein Spruch denn ein Reimgesetz ist der überlieferte Satz Schillings, der dort auch zu finden ist:
Langsam sich auch wol nehrt, pflegt man allzeit Zusagen,
Das Khan geschehen leicht, wan es Gott thutt behagen.
Nach dem Tod seines Schülers im Jahr 1624 übernahm Schilling in Köthen das Amt eines Hofmarschalls und avancierte fast nebenbei zum Geheimen Rat. Als solcher wirkte er in der Köthener Schul- und Bildungsreform auf Veranlassung Fürst Ludwigs als Deputierter mit und wurde auch als Berater des Sprachenprogramms herangezogen.
Am 6. Juli 1629 heiratete er Anna Maria von Peblis, eine Schwester von Georg Hans von Peblis, der gleich ihm Mitglied in der Fruchtbringenden Gesellschaft wurde.
Friedrich von Schilling starb am 9. Oktober 1637 im Alter von 53 Jahren in Köthen.